# 爆丸レジェンズ
『爆丸レジェンズ』（ばくがんレジェンズ、英名：Bakugan: Legends）は、スピンマスターおよびタカラトミーより発売されている男児向け玩具・爆丸を原案としたアニメ作品。カナダのスピンマスターおよびネルバナとの共同製作となる。
前作『爆丸エボリューションズ』の直接の続編となる第5期シリーズ。カナダをはじめとする北米地域では2023年3月1日よりNetflixにて配信。日本では3月31日よりYouTubeほかでのWeb配信となる。

## 登場人物
過去作より登場しているキャラクターについては「爆丸バトルプラネット#登場人物」「爆丸アーマードアライアンス#登場人物」「爆丸ジオガンライジング#登場人物」「爆丸エボリューションズ#登場人物」も参照。

### オーサム・ワン
ダン・クーソー
声 - 高橋李依
ウィントン・スタイルズ
声 - 福島潤
リア・ヴェネガス
声 - 赤﨑千夏
シュン・カザミ
声 - 内山夕実
ライトニング
声 - 金田アキ

### オーサム・ワンの協力者
アジット
声 - 村田太志
マグナス
声 - 梶川翔平

### その他
アテナ・モンド
声 - 持月玲依

## 登場爆丸
過去作より登場しているキャラクターについては「爆丸バトルプラネット#登場爆丸」「爆丸アーマードアライアンス#登場爆丸」「爆丸ジオガンライジング#登場爆丸」「爆丸エボリューションズ#登場爆丸」も参照。
ドラゴノイド
声 - 武内駿輔
トゥロックス
声 - 堀江瞬
ペガトリクス
声 - 名塚佳織
ハイドロス
声 - 市川蒼
ハウルカー
声 - 神原大地
ファロル
声 - 木間萌
ブリッツフォックス
声 - 八代拓

## スタッフ
- 原作 - SPIN MASTER[2]
- 原案 - 杉本道俊[2]
- 監督 - 市川量也[2]
- シリーズ構成 - 村山功[2]
- キャラクターデザイン - 髙田真理[2]、幸野浩二[2]
- 爆丸デザイン - 大西佑希[2]、別役裕之、[2]小野可奈子[2]
- 音響監督 - はたしょう二[2]
- 音楽 - 高梨康治（Team-MAX）[2]、鈴木暁也（Team-MAX）[2]、ヨハネスニルソン（Team-MAX）[2]
- アニメーション制作 - トムス・エンタテインメント[2]、第6スタジオ[2]
- アニメーション制作協力 - 作楽クリエイト[2]

## 主題歌
「PLANET HERO」
ダン・クーソー（高橋李依）とドラゴノイド（武内駿輔）によるオープニングテーマ。作詞は橋本彩子、作曲・編曲は南悠翔。
前作より引き続き使用。
「爆裂ハイジャンプ！」
上月せれなによるエンディングテーマ。作詞・作曲・編曲は小田切マーク洋平。

## 各話リスト
| 話数   | サブタイトル                    | 脚本                | 絵コンテ          | 演出       | 作画監督                                                      | 総作画監督 | 配信日         |
| ------ | ------------------------------- | ------------------- | ----------------- | ---------- | ------------------------------------------------------------- | ---------- | -------------- |
| 第1話  | 新たなる危機                    | 村山功              | 関暁子            | 備前克彦   | 和田伸一 小川一郎 村田憲泰 森亜弥子                           | 髙田真理   | 2023年 3月31日 |
| 第1話  | ノヴァの力                      | 村山功              | 関暁子            | 備前克彦   | 和田伸一 小川一郎 村田憲泰 森亜弥子                           | 髙田真理   | 2023年 3月31日 |
| 第2話  | 究極の爆丸、ハノージ！！        | 小山眞              | 佐々木萌          | 佐藤ちゃこ | 小見川美穂                                                    | 髙田真理   | 4月7日         |
| 第2話  | ノヴァコア                      | 小山眞              | 佐々木萌          | 佐藤ちゃこ | 小見川美穂                                                    | 髙田真理   | 4月7日         |
| 第3話  | ノヴァ技マスター大作戦！        | 小林雄次            | 木村哲            | 内堀雅人   | Lee Se Jong Kim Yong sun MIN HYUN SUK AN HYU JUNG YANG JI HYE | 髙田真理   | 4月14日        |
| 第4話  | ダンは大器晩成!?                | イシノアツオ        | 駒井一也          | 駒井一也   | 和田伸一 小川一郎 村田憲泰 森亜弥子                           | 髙田真理   | 4月21日        |
| 第4話  | 俺たち爆丸カウボーイ!!          | イシノアツオ        | 駒井一也          | 駒井一也   | 和田伸一 小川一郎 村田憲泰 森亜弥子                           | 髙田真理   | 4月21日        |
| 第5話  | 南の島での1回戦!!               | 佐多賢人            | 梅本唯            | 山﨑茂     | 和田伸一 小川一郎 村田憲泰 森亜弥子                           | 髙田真理   | 4月28日        |
| 第5話  | 時の川での対決                  | 佐多賢人            | 梅本唯            | 山﨑茂     | 和田伸一 小川一郎 村田憲泰 森亜弥子                           | 髙田真理   | 4月28日        |
| 第6話  | 地下牢の鉄仮面                  | 小林雄次            | 佐々木萌 勝亦祥視 | 佐々木萌   | 小見川美穂                                                    | 髙田真理   | 5月5日         |
| 第6話  | ブラキスタンを救え！            | 小林雄次            | 佐々木萌 勝亦祥視 | 佐々木萌   | 小見川美穂                                                    | 髙田真理   | 5月5日         |
| 第7話  | スワームを捕まえろ！            | 小山眞              | 大庭秀昭          | 大庭秀昭   | 和田伸一 小川一郎 村田憲泰 森亜弥子                           | 髙田真理   | 5月12日        |
| 第7話  | カブ―のハッタリTVショー         | 小山眞              | 大庭秀昭          | 大庭秀昭   | 和田伸一 小川一郎 村田憲泰 森亜弥子                           | 髙田真理   | 5月12日        |
| 第8話  | 来襲！チコ&ヴァイロック！       | 山下憲一            | 備前克彦 駒井一也 | 神原敏昭   | デルタピークプロダクション 坂巻貞彦                           | 髙田真理   | 5月19日        |
| 第8話  | ソフィーとの海上バトル！        | 山下憲一            | 備前克彦 駒井一也 | 神原敏昭   | デルタピークプロダクション 坂巻貞彦                           | 髙田真理   | 5月19日        |
| 第9話  | ねじれた空間                    | 佐多賢人            | 辻初樹            | 栗山美秀   | Lee Se Jong Kim Yong sun Min Hyun Suk An Hyu Jung Yang Ji Hye | 髙田真理   | 5月26日        |
| 第9話  | エネルギーを取り戻せ！          | 佐多賢人            | 辻初樹            | 栗山美秀   | Lee Se Jong Kim Yong sun Min Hyun Suk An Hyu Jung Yang Ji Hye | 髙田真理   | 5月26日        |
| 第10話 | 復活のファウスト                | 村山功 イシノアツオ | 佐々木萌 勝亦祥視 | 佐々木萌   | 小見川美穂                                                    | 髙田真理   | 6月2日         |
| 第10話 | ソフィーとの海上バトル！        | 村山功 イシノアツオ | 佐々木萌 勝亦祥視 | 佐々木萌   | 小見川美穂                                                    | 髙田真理   | 6月2日         |
| 第11話 | ハーヴィック参戦！              | 山下憲一            | 駒井一也          | 駒井一也   | 小川一郎 村田憲泰 森亜弥子                                    | 髙田真理   | 6月9日         |
| 第11話 | 決戦！ダンVSマグナス            | 山下憲一            | 駒井一也          | 駒井一也   | 小川一郎 村田憲泰 森亜弥子                                    | 髙田真理   | 6月9日         |
| 第12話 | マグナスの狙い                  | 村山功              | 辻初樹            | 山﨑茂     | 和田伸一 小川一郎 村田憲泰 森亜弥子                           | 髙田真理   | 6月16日        |
| 第12話 | ノヴァ爆クロス！ドラゴ×ニリアス | 村山功              | 辻初樹            | 山﨑茂     | 和田伸一 小川一郎 村田憲泰 森亜弥子                           | 髙田真理   | 6月16日        |
| 第13話 | アルティメットハノージ          | 村山功              | 梅本唯            | 松永真彦   | 和田伸一 小川一郎 村田憲泰 森亜弥子                           | 髙田真理   | 6月23日        |
| 第13話 | 未来への爆丸ブロー              | 村山功              | 梅本唯            | 松永真彦   | 和田伸一 小川一郎 村田憲泰 森亜弥子                           | 髙田真理   | 6月23日        |